# Гран Парадизо
Вижте пояснителната страница за други значения на Гран Парадизо.
Гран Парадизо (на италиански: Gran Paradiso; на френски: Grand Paradis) е главният връх на едноименния масив в Грайските Алпи. Най-високата точка с надморска височина 4061 метра е на територията на италианския регион Вале д'Аоста, на границата между общините Валсаваранш и Коне. Гран Парадизо е най-високият връх в този дял на Алпите извън масива Монблан. Той е и единственият връх изцяло на италианска територия, който надвишава 4000 метра. Макар че масивът като цяло служи за граница между Франция и Италия, върхът остава на няколко километра на изток от главното било. Около него се формира своеобразен триъгълник от реките Орко (на юг), Гранд Евия (на север) и Саваранш (на запад). Покрит е с вечни снегове.

## Етимология
Топонимът Gran Paradiso произлиза, чрез асонанс и през френското Grand paradis, от валдостанското диалектно Granta Parei значи „Голяма стена“. Всъщност съществува топонимът Grande Paroi, което на френски означава „голяма стена“. Това е същата етимология на близката планина Гранта Парей (Granta Parey). Друг (неофициален) топоним, използван локално, е Mont Iseran.

## Характеристики
Гран Парадизо е третият по височина връх сред всички, разположени изцяло на италианска територия. Той е надминат от Корно Неро (4321 m) и Пирамиде Венсан (4215 m), включени в масива Монте Роза между общините Аланя Валсезия и Гресоне Ла Трините.
Върхът на Гран Парадизо се намира изцяло на територията на италианския регион Вале д'Аоста на границата между общините Коне и Валсаваранш и следователно е най-високият връх на единствения планински масив, чиято кулминация е на повече от 4000 m изцяло на италианска територия. От върха на юг се спуска билото на върха, което след кратко време достига до Рок – масивната кула на масива Гран Парадизо на 4026 m надморска височина.
Няколко ледника се спускат от страните на планината: от западната страна към Валсаваранш се спускат ледниците Гран Парадизо и Лавзиò, а от източната страна към долината Вал ди Коне – ледникът Триболационе.

## Национален парк
Италианският крал Виктор Емануил II през 1856 г. обявява създаването на кралски резерват в района на планината. Целта е да се спаси величественият алпийски козирог (ибекс) от унищожаване. През 1922 г. неговият внук Виктор-Емануил ІІІ превръща резервата в Национален парк „Гран Парадизо“. Днес там са запазени също язовци, невестулки, хермелини и дори рисове и царски орли.

## Изкачвания
Първото изкачване е направено на 4 септември 1860 г. от Джон Джеръми Коуел, У. Дъндас, Мишел Пайо и Жан Тера по сегашния нормален (т.е. лесен) маршрут. Днес този маршрут обикновено се счита за лесно изкачване (трудност F+) с изключение на последните 60 метра. Като доказателство за относителната лекота на достъпа до върха свещеникът-планинар Джоузеф-Мари Хенри през 1931 г. дори успява да изведе магаре до върха. Дон Акиле Рати – бъдещият папа Пий XI, се изкачва на върха, макар и обременен с тежестта на момче, което носи на раменете си.
Днес повечето опити за изкачване започват от град Аоста в долината на река Дора Балтеа, откъдето с транспорт се достига до някоя от двете хижи: „Фредерик Шабо“ или „Виторио Емануеле“. Маршрутът минава от северната страна, покрай забележителни водопади, по каменист терен, а в последната фаза – и по ледник. Панорамата, която се разкрива от върха, е великолепна – вижда се цялата планина от Матерхорн и Монблан до Екрен и Монте Визо.

### Рекорд за изкачване
Рекордът за изкачване на Гран Парадизо и слизане принадлежи на Надир Магè (Nadir Maguet), който на 15 юли 2020 г. завършва двупосочния маршрут от долината Валсаваранш за 2 часа, 2 мин и 32 сек, побеждавайки историческия рекорд на валдостанеца Еторе Шампретави – спортист по скайрънинг, който през 1995 г. изкачва върха от махалата Пон ди Валсаваранш (1960 m) и слиза обратно само за 2 часа, 21 минути и 36 секунди (1 час, 43 минути и 22 секунди в едната посока).
Предишният рекорд за изкачване на Гран Парадизо е поставен на 6 август 1991 г. от Валерио Бертолио, парков рейнджър от Черезоле Реале с минало на атлет. На него са му нужни 2 часа 32 мин и 6 сек от махала Пон ди Валсаваранш до върха на Гран Парадизо и обратно (1 час и 50 минути в едната посока).

## Алпийски маршрути
Изкачванията обикновено започват от хижа „Федерико Шабо“ (Rifugio Federico Chabod) или хижа „Виктор Емануил II“ (Rifugio Vittorio Emanuele II). Първата е посветена през 1966 г. на големия историк и алпинист Федерико Шабо, а втората е кръстена на краля на Италия Виктор Емануил II, който създава през 1856 г. кралския ловен резерват „Гран Парадизо“, днес Национален парк „Гран Парадизо“.

### Нормален маршрут от хижа „Виктор Емануил II“
Нормалният (най-лесният) маршрут от хижа „Виктор Емануил II“ първо се осъществява в северна посока върху морена, образувана от големи каменни блокове; след това завива надясно (на изток) в малка долина, граничеща с широките странични морени на ледника; след това започва изкачване на ледника Гран Парадизо с доста правилни склонове и човек се натъква на няколко пукнатини. Качвайки се нагоре, се среща характерната Schiena d'Asino (издигнат в центъра си път), минава се близо до прохода Бека ди Монкорвè (Becca di Moncorvé), докато се достигне крайната пукнатина, след което остава да се премине късото, макар и трудно последно било до Мадоната, разположена на върха на планината.

### Нормален маршрут от хижа „Федерико Шабо“
Изкачването от хижа „Федерико Шабо“ се извършва първо по морената и след това по ледника Лавзиò (Laveciau). След изкачване на напукания ледник се стига до Schiena d'Asino и тук маршрутът за изкачване се съединява с този, идващ от хижа „Виктор Емануил II“.

### Класически маршрут, Северна стена
Изкачването на северната стена започва от хижа „Федерико Шабо“; върви се първо по морената, а след това по ледника Лавзиò и накрая по северозападната стена на планината. Малко след входа на ледника се оставя нормалния маршрут и се върви решително към крайната пукнатина. След като се премине, се прави изкачване по стената по регулярни склонове, заобикаляйки главния серак вляво, докато се излезе на билото. Следва се билото за кратко (първо заснежено, а след това каменисто), докато се стигне до върха.

## Галерия с изображения
- Източното лице на Гран Парадизо
- Северното лице на Гран Парадизо
- Западната страна на Гран Парадизо
- Гран Парадизо от югозапад, на преден план Бека ди Монкорве
- Южната страна на Гран Парадизо
- Гледка към Гран Парадизо от площад „Емил Шану“ в Коне
- Снимка от върха: катерачите към върха по нормалния (лесен) маршрут